# Санта-Эулалия-ди-Риу-Кову
Са́нта-Эула́лия-ди-Ри́у-Ко́ву (порт. Santa Eulália de Rio Covo) — район (фрегезия) в Португалии, входит в округ Брага. Является составной частью муниципалитета  Барселуш. Находится в составе крупной городской агломерации Большое Минью. По старому административному делению входил в провинцию Минью. Входит в экономико-статистический  субрегион Каваду, который входит в Северный регион. Население составляет 1033 человека на 2001 год. Занимает площадь 3,31 км².